# Meteor (rakieta)

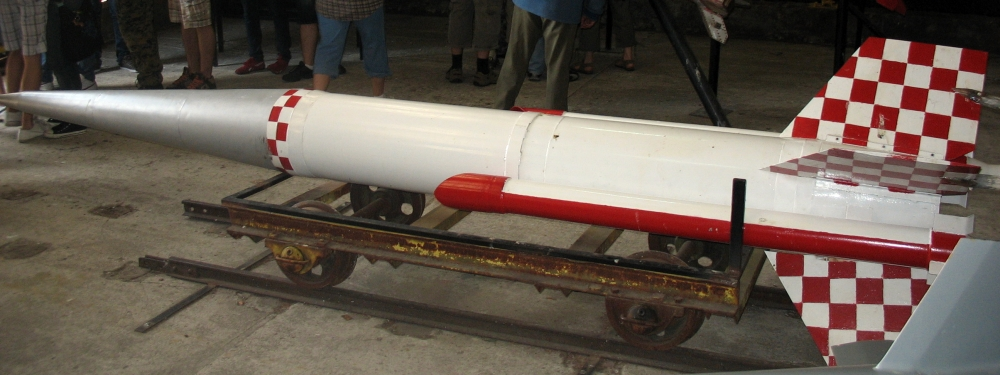
Rekonstrukcja rakiety Meteor 2

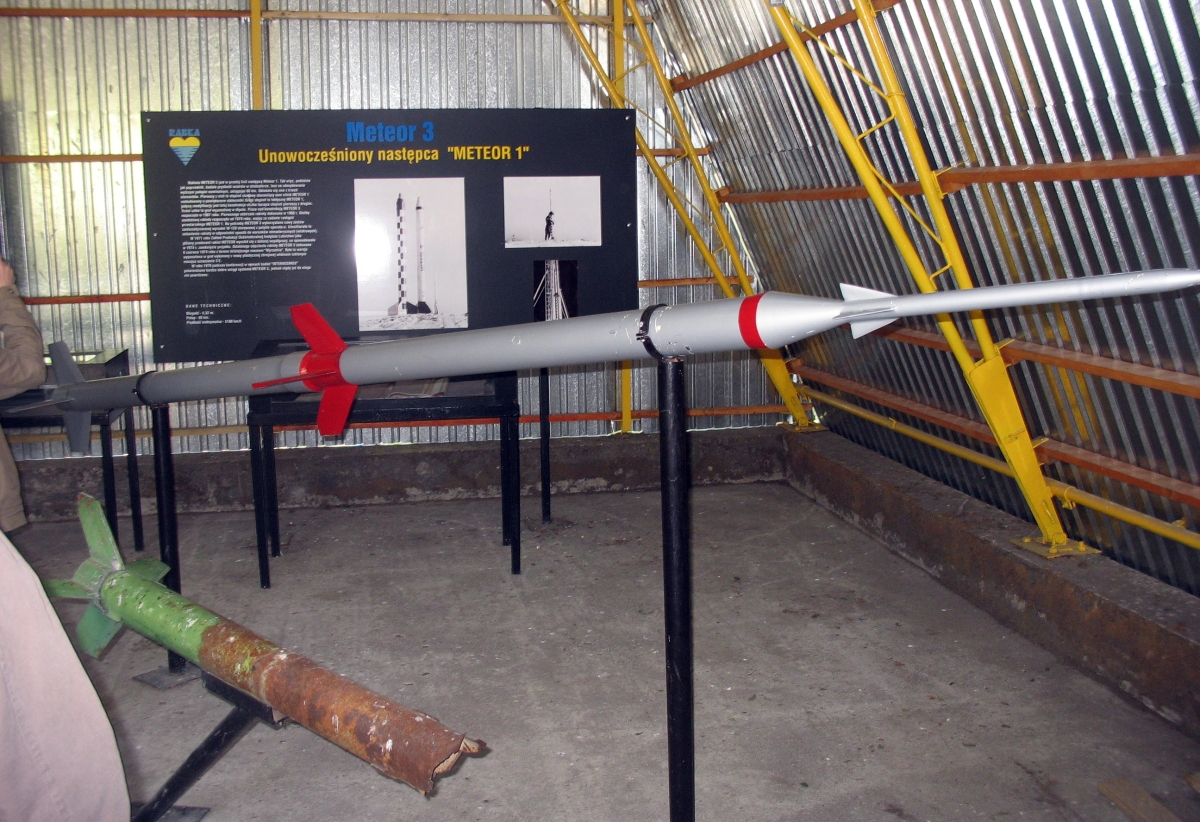
Rekonstrukcja rakiety Meteor 3

Meteor – polskie jedno i dwustopniowe rakiety meteorologiczne na stały materiał pędny, przeznaczone do badania górnych warstw atmosfery, w tym kierunków i siły wiatrów na wysokościach od 18 do ponad 50 km. Rakiety Meteor zaprojektowali inżynierowie warszawskiego Instytutu Lotnictwa (m.in. profesor Jacek Walczewski, Adam Obidziński), a produkowane były przez zakłady WSK-Mielec.

## Historia
Pierwszym stanowiskiem startowym rakiet sondażowych w Polsce była Pustynia Błędowska, gdzie od 1958 do 1963 roku startowały rakiety różnych typów, w tym RD oraz Rasko. Podczas jednego z lotów wykonano eksperyment biologiczny z wcześniej trenowanymi dwiema białymi myszami (rakieta RM-2D osiągnęła wówczas wysokość 1580 metrów).
Od roku 1965 do kwietnia 1970 roku z kosmodromu znajdującego się 5 km od Ustki odbywały się starty rakiet typu "Meteor". Program kontynuowano do roku 1974, wynosząc rakiety z terenu doświadczalnego ośrodka rakietowego z okresu wojennego znajdującego się na zachód od Łeby. Obecnie funkcjonuje tam muzeum (zachowało się stanowisko startowe wraz z rampą, a także podmurówki dwu radarów).
Startów eksploatacyjnych wszystkich typów rakiet "Meteor-1" było 224 (wraz z prototypami). W efekcie uzyskano cenne dane zarówno z dziedziny meteorologii, jak i techniki rakietowej.

### Meteor-1
Jednostopniowa, ale dwuczłonowa rakieta "Meteor-1" miała 2470 mm wysokości i masę startową 32,5 kg, a czas lotu (bez grota, czyli drugiego beznapędowego członu) na pułap 36,5 km wynosił 80 sek. Uzyskiwała prędkość maksymalną 1100 m/s, przy czasie pracy silnika sięgającym 2-3 s. Pierwsze starty rakiety odbyły się w 1964 r. W roku 1965 wystartowało 6 rakiet "Meteor-1", 12 w 1966, 40 w 1967, 45 w 1968, 36 w 1969, 34 w 1970 i 4 w 1971.
Rakiety te uwalniały ładunek metalowych dipoli, które były obserwowane na radarach. Na tej podstawie dokonywano pomiarów siły i kierunku wiatru w stratosferze. Po eksperymentach w latach 1965-1966, czyli także podczas Roku Spokojnego Słońca, stwierdzono cykliczne zmiany kierunku tych przepływów.

### Meteor-2
Najbardziej zaawansowanym modelem rakiety Meteor był jednostopniowy "Meteor-2K". 7 października 1970 roku wzleciał na rekordową wysokość, osiągając pułap 90 km Rakiety tego typu, docierając do granicy warstw D i E, zostały zastosowane do sondażu jonosfery. Odbyło się łącznie 10 lotów, podczas których wykonywano np. pomiary temperatury. Długość kadłuba rakiety wynosiła około 4,5 metra i była większa niż nowszej wersji, używanej od 1968 roku, angielskiej rakiety sondażowej Petrel. "Meteor-2" nie był produkowany seryjnie, zaś prototyp był prawie ośmiokrotnie droższy od egzemplarza seryjnego w wersji "1". Wynosił ładunek użyteczny o masie 10 kg, który stanowiła odzyskiwana na spadochronie sonda "RAMZES".

### Meteor-3
Dwustopniowe, a trzyczłonowe rakiety "Meteor-3" były rozwojową wersją "Meteora-1". Zwiększono zasięg oraz wprowadzono możliwość wystrzeliwania kilku ładunków dipoli. Pułap rakiet w wersji "Meteor-3" mieścił się w zakresie 67–74 km. Co najmniej rozważano wprowadzanie wersji "S", która startowałaby z samolotu lecącego na wysokości 5 km.

### Meteor-4
Zaprojektowano wersję rozwojową rakiety "Meteor-4", o ciągu dziesięciokrotnie większym niż "Meteor-2",
która mogłaby osiągnąć pułap ponad 100 kilometrów. Rakieta według projektu miała mieć długość ponad 5 metrów i masę 407 kg, z czego 10 kg stanowiła masa ładunku użytecznego. Wysokość około 120 kilometrów osiągałaby po 175 sekundach.

### Zakończenie programu
Według jednej z wersji od roku 1972 Polska miała uczestniczyć w programie badań meteorologicznych w ramach Interkosmosu, który odbywał się z użyciem rakiet radzieckich, osiągających pułap ponad 100 km i polski program rakietowy przestał być wtedy kontynuowany. W rzeczywistości w badania wysokiej jonosfery Polska zaangażowana była już w roku 1970, a misje odbywały się z użyciem rakiet Wertikał, osiągających pułap ponad 400 km. Równoczesny udział badaczy polskich w programie państw bloku wschodniego nie spowodował zatem zaniechania startów "Meteorów" w wersji "3", a co najwyżej "2".
Inna radziecka konstrukcja przeznaczona do badań meteorologicznych – "MMR-06", która mogłaby ewentualnie zastąpić polskie, powstała natomiast później, bo w roku 1974 i uzyskiwała pułap jedynie 60 km. W roku 1973 prototypy tej rakiety startowały z polską sondą "Somit" (skrót od "Sonda Miniaturowa Temperatury") o wadze 1,15 kilograma, testowaną zresztą w tym samym czasie na polskich "Meteorach" w wersji "1" i "3". W tym celu odbyły się 4 starty rakiety w wersji "Meteor-1E" oraz 8 w wersji "Meteor-3E", z tego dziewięć w roku 1973 i trzy w kolejnym.
W latach 1974–1979 opracowano natomiast wersję rakiety "MMR-06 DART" z wariantami rozwojowymi sondy "Somit", które wówczas budowano w Polsce.
Program "Meteor" zakończył się wraz z wprowadzeniem do użycia seryjnych egzemplarzy "MMR-06" (patrz lista startów w angielskojęzycznej wersji hasła). Ostatni wzmiankowany lot, który odbył się 6 czerwca 1974 roku, nie mógł być jednak jedyną misją sondażową po roku 1973. Polskie rakiety, mimo wcześniejszego zainteresowania co najmniej ze strony NRD, nie znalazły wtedy nabywców zagranicznych, zaś rakiet "MMR-06" nie zakupiono by zastąpić wycofane. Pięć egzemplarzy rakiet "Meteor-1" wraz z wyrzutnią wyeksportowano wcześniej do NRD, a zainteresowanie na międzynarodowych wystawach wzbudzała także wersja "3".

### Muzeum w Rąbce
Stanowisko startowe w Rąbce pod Łebą pełni obecnie funkcję muzeum. Eksponowane są tam zachowane niekompletne kadłuby polskich rakiet i ich rekonstrukcje.